# Джери Василатос
Джери Василатос (на английски: Gerry Vassilatos) е американски учител и писател на бестселъри в жанра документалистика.

## Биография и творчество
Джери Василатос е роден в САЩ. Работи като учител по природни науки в Ню Йорк. През 80-те и 90-те години прекарва много време в Националната библиотека в Ню Йорк и прави проучвания за историята на откритията събирайки значителен архив – книги, патенти, статии в списания.
През 1999 г. е издадена книгата му „Изгубените открития“. В нея описва различни исторически факти за създаването на различни изобретения и технологии, и направените научни открития от видни представители на науката или на забравени или неизвестни за обществото техни колеги. Някои от тях са физиофонът и безжичният телефон на Антонио Меучи, земната батерия на Нейтън Стъбълфийлд, геоетерните двигатели на Никола Тесла, микроскопите и убиващите вирусите лъчи на д-р Райф, лъчистата космическа енергия на д-р Томас Хенри Морей, устройства за изкривяване на пространството на Томас Таунсенд Браун, термоядрените реактори на Фило Фарнсуърт, и др. В кигата си отделя особено внимание на въпросите защо тези открития не се признават и не се развиват в полза на обществото и представя теории кой и защо има интерес от тяхното отхвърляне и обявяването им за неуспешни. Книгата му „Изгубените открития“ е критикувана като псевдонаучна и конспиративна.

## Произведения

### Документалистика
- Vril Compendium (1992 – 1995) – поредица
- Secrets of Cold War Technology: Project Haarp and Beyond (1996)
- Lost science (1997)
Изгубените открития, изд.: ИК „Бард“, София (2004), прев. Венцислав Божилов